# La Bande élastique
La Bande élastique — The Rubber Band dans l'édition originale américaine — est un roman policier américain de Rex Stout, publié en 1936. C’est le troisième roman de la série policière ayant pour héros Nero Wolfe et son assistant Archie Goodwin.

## Historique
Le roman est d’abord publié en  feuilleton dans six livraisons du journal The Saturday Evening Post du 29 février au 4 avril 1936. Il paraît en volume en avril de la même année chez Farrar & Rinehart.

## Résumé
Anthony D. Perry, membre du conseil d’administration de la banque de Nero Wolfe, et président de la Seaboard Corporation, soumet au détective une affaire délicate. Il soupçonne Clara Fox, une de ses employées, d’avoir volé à la Seaboard une somme de trente mille dollars. Or, il souhaite engager Wolfe non pour démontrer la culpabiliter de la jeune fille, mais pour découvrir des preuves de son innocence. Pourtant, la jeune et jolie employée, qui tombe dans l'œil d'Archie, a un lourd passé familial en héritage : au Nevada, au tournant du siècle, son père faisait partie de la « Bande élastique », un gang de hors-la-loi dirigé par Rubber Coleman. Quand George Rowley, un lieutenant de Coleman, fut condamné à la pendaison, il parvint à s’évader en achetant un cheval à même l’argent de ses compagnons, sans jamais songer à les rembourser.  
Récemment, Clara Fox a réussi à découvrir que Rowley se cache sous l’identité du marquis de Clivers, un diplomate britannique attaché à des négociations stratégiques avec la Maison-Blanche.  La disparition de l’argent des bureaux de la Seaboard est-elle liée à cette ancienne dette ? Du moins, la jeune Clara est dans de beaux draps quand la police découvre la somme dérobée dans sa voiture. Pourtant, à la stupéfaction d’Archie Goodwin, Nero Wolfe, qui est lui aussi tombé sous le charme de la jeune femme, est convaincu de son innocence et va jusqu'à lui donner asile dans sa vaste demeure et parvient habilement à la cacher quand des sbires de la police, muni d'un mandat de perquisition, fouille l'immeuble pour mettre la main sur Clara Fox qui est également soupçonnée d'avoir trempé dans l'assassinat d'un ancien membre de la Bande élastique. 
L’affaire prend alors une mauvaise tournure quand est assassiné Mike Walsh, un autre membre de la Bande élastique qui a appris la fausse identité sous laquelle se cache Rubber Coleman, le criminel qui semble tirer en sous-main toutes les ficelles de cet écheveau.

## Éditions
Édition originale en anglais
- (en) Rex Stout, The Rubber Band, New York, Farrar & Rinehart, 1936

Éditions françaises
- (fr) Rex Stout (auteur) et Edmond Michel-Tyl (traducteur), La Bande élastique [«  The Rubber Band  »], Paris, Éditions Gallimard, coll. « Le Scarabée d’Or no 26 », 1939, 221 p. (BNF 31411482)
- (fr) Rex Stout (auteur) et Edmond Michel-Tyl (traducteur), La Bande élastique [«  The Rubber Band  »], Paris, Fayard, coll. « L’Homme aux orchidées no 3 », 1949, 223 p. (BNF 32449192)
- (fr) Rex Stout (auteur) et Edmond Michel-Tyl (traducteur) (trad. de l'anglais), La Bande élastique [«  The Rubber Band  »], Paris, Librairie des Champs-Élysées, coll. « Le Club des Masques no 252 », 1975, 252 p. (ISBN 2-7024-0147-3, BNF 34574685)
- (fr) Rex Stout (auteur) et Edmond Michel-Tyl (traducteur), Le Secret de la bande élastique [«  The Rubber Band  »], Paris, Rivages, coll. « Rivages/Mystère no 1 », 1988, 220 p. (ISBN 2-86930-127-8, BNF 34928922)
- (fr) Rex Stout (auteur) et Pascal Aubin (traducteur) (trad. de l'anglais), La Bande élastique [«  The Rubber Band  »], « in » Rex Stout, vol. 1, Paris, Librairie des Champs-Élysées, coll. « Les Intégrales du Masque », 1996, 944 p. (ISBN 2-7024-2422-8, BNF 35852905)
  - Ce volume omnibus réunit les romans suivants dans des traductions intégrales pour la première fois en français : Fer-de-lance, Les Compagnons de la peur, La Bande élastique, La Cassette rouge
- (fr) Rex Stout (auteur) et Edmond Michel-Tyl (traducteur), Le Secret de la bande élastique [«  The Rubber Band  »], Paris, Payot & Rivages, coll. « Rivages/Noir no 545 », 2005, 219 p. (ISBN 2-86930-127-8, BNF 39912451)

## Adaptations à la télévision
- 1969 : Il patto dei sei, saison 1, épisode 6 de la série télévisée italienne Nero Wolfe, réalisé par Giuliana Berlinguer, d’après le roman La Bande élastique, avec Tino Buazzelli dans le rôle de Nero Wolfe, et Paolo Ferrari dans celui d’Archie Goodwin.
- 2012 : Il patto dei sei, saison 1, épisode 4 de la série télévisée italienne Nero Wolfe, réalisé par Riccardo Donna, d’après le roman La Bande élastique, avec Francesco Pannofino dans le rôle de Nero Wolfe, et Pietro Sermonti dans celui d’Archie Goodwin.

## Sources
- André-François Ruaud. Les Nombreuses Vies de Nero Wolfe - Un privé à New York, Lyon, Les moutons électriques, coll. Bibliothèque rouge, 2008  (ISBN 978-2-915793-51-2)
- J. Kenneth Van Dover. At Wolfe's Door: The Nero Wolfe Novels of Rex Stout, 2e édition, Milford Series, Borgo Press, 2003  (ISBN 0-918736-51-X).